# Mississippi Fred McDowell
Fred McDowell (Rossville (Tennessee), 12 januari 1904 – Memphis (Tennessee), 3 juli 1972) was een Amerikaanse hill countryblueszanger en gitarist.

## Biografie
McDowell werd geboren in Rossville, Tennessee. Zijn ouders waren boeren, die beiden stierven terwijl Fred in zijn jeugd was. Hij begon gitaar te spelen op 14-jarige leeftijd en speelde al snel voor fooien bij dansen in Rossville. Op zoek naar een verandering in plaats van het ploegen van velden, verhuisde hij in 1926 naar Memphis, waar hij werkte in de Buck-Eye-veevoederfabriek, die katoen verwerkte tot olie en andere producten. In 1928 verhuisde hij naar Mississippi om katoen te plukken. Hij vestigde zich uiteindelijk in Como (Mississippi) in 1940 of 1941 (of misschien eind jaren 1950), waar hij jarenlang als fulltime boer werkte, terwijl hij in het weekend muziek bleef spelen bij dansavonden en picknicks. Na tientallen jaren te hebben gespeeld voor kleine lokale bijeenkomsten, werd McDowell in 1959 opgenomen door de rondtrekkende folkloristische musicoloog Alan Lomax en Shirley Collins tijdens hun veldopname-reis naar de Southern Journey. Toen de belangstelling voor blues en volksmuziek toenam in de Verenigde Staten, trokken McDowells veldopnamen voor Lomax de aandacht van bluesliefhebbers en platenproducenten en binnen een paar jaar was hij eindelijk een professionele muzikant en artiest geworden. Zijn lp's bleken behoorlijk populair en hij trad op op festivals en clubs over de hele wereld.
McDowell bleef blues uitvoeren in de stijl van Noord-Mississippi, zoals hij al tientallen jaren deed, soms op elektrische gitaar in plaats van op akoestische gitaar. Hij stond vooral bekend om zijn beheersing van de slide-gitaar. Uiteindelijk koos hij voor het helderdere geluid dat hij kreeg van een glazen plaatje, dat hij aan zijn ringvinger droeg. Als beroemdheid verklaarde hij dat hij geen rock and roll speelde, maar hij was niet afkerig van omgang met jongere rockmuzikanten. Hij coachte Bonnie Raitt op slide-gitaartechniek en was naar verluidt gevleid door de nogal rechttoe rechtaan versie van You Gotta Move van The Rolling Stones op hun album Sticky Fingers uit 1971. In 1965 toerde hij door Europa met het American Folk Blues Festival, samen met Big Mama Thornton, John Lee Hooker, Buddy Guy, Roosevelt Sykes en anderen.
McDowells album I Do Not Play No Rock 'n' Roll uit 1969, opgenomen in Jackson (Mississippi) en uitgebracht door Malaco Records, was zijn eerste met elektrische gitaar. Het bevat delen van een interview, waarin hij de oorsprong van de blues en de aard van liefde bespreekt. Zijn live-album Live at the Mayfair Hotel (1995) was van een concert dat hij in 1969 gaf. Nummers bevatten versies van Bukka White's Shake 'Em On Down, Willie Dixons My Babe, Mance Lipscombs Evil Hearted Woman en McDowells zelfgeschreven Kokomo Blues. AllMusic merkte op dat het album misschien wel de beste single-cd is in de uitvoer van McDowell en zeker zijn beste concertoptreden. McDowell's laatste album Live in New York (Oblivion Records) was een concertuitvoering van november 1971 in het Village Gaslight (ook bekend als The Gaslight Cafe) in Greenwich Village in New York.

## Overlijden
Mississippi Fred McDowell overleed in juli 1972 op 68-jarige leeftijd aan de gevolgen van kanker. Hij werd bijgezet in Hammond Hill Baptist Church, tussen Como en Senatobia, Mississippi. Op 6 augustus 1993 werd door het Mount Zion Memorial Fund een gedenkteken op zijn graf geplaatst. De ceremonie werd voorgezeten door bluespromotor Dick Waterman en het monument met het portret van McDowell erop werd betaald door Bonnie Raitt. De gedenksteen was een vervanging voor een onnauwkeurige (McDowells naam was verkeerd gespeld) en beschadigde marker. De originele steen werd vervolgens door de familie van McDowell geschonken aan het Delta Blues Museum in Clarksdale (Mississippi). McDowell was een vrijmetselaar en werd geassocieerd met Prince Hall Freemasonry. Hij werd begraven in vrijmetselaars ornaat.

## Trivia
• McDowells versie van You Gotta Move ging in 2022 op TikTok viraal, vooral onder meme-accounts met donkere humor. Dit komt doordat mensen het lied interpreteerde als een Afro-Amerikaans slavenlied.